# Alt Yafa
L'Alt Yafa (àrab: يافع العليا, Yāfaʿ al-ʿUlyā) és una regió, la part més muntanyosa de la regió de Yafa, el país dels yafís, que forma part del Iemen, governació de Dhala. En aquesta regió es va establir al segle xviii un xeicat controlat pel clan Al Hàrhara. Vers el 1800 el xeic va esdevenir independent del sultà del Baix Yafa, i va agafar el títol de sultà, amb autoritat sobre els cinc xeics de les tribus que ancestralment poblaven la regió: els muflahi, els mawsati, els dhubi (dubi o zabi), els busi i els hadrami.
Els britànics van signar el tractat de protectorat el 1904; entre 1903 i 1904 també ho van fer amb algun o tots els xeics de la zona. La presència britànica, però, fou testimonial, i fins després de 1944 no començaren visites regulars. El sultanat i dependències formaren part del Protectorat d'Aden (1904-1917), Protectorat Occidental d'Aden (1917-1962), Protectorat d'Aràbia del Sud (1962-1967), República Popular del Iemen del Sud (1967-1970), República Popular i Democràtica del Iemen (1970-1990) i República del Iemen (després de 1990).
La major crisi es va donar quan el sultà i quatre dels cinc xeics no es van mostrar interessats a ingressar a la Federació d'Aràbia del Sud. Tampoc els dhiebi d'Irqa i Hawra; així aquests territoris van quedar fora de la federació però tampoc interessava als anglesos la seva pertinença al Protectorat, ja que els grans estats orientals (Estat de Mahra, Quaiti i Kathiri de Seiyun) podien esdevenir independents per si sols sota influència anglesa, i no era el cas dels petits estats. Les pressions britàniques van aconseguir la independència del xeicat de Muflahi el 1964 que va ingressar a la federació, però posteriors moviments van quedar avortats per la lluita al Radfan i finalment per l'evacuació britànica el 1967. El 30 de novembre de 1967 els revolucionaris van proclamar la República Popular. El sultà va sortir del territori un dia abans, cap al Iemen. Molt pocs guerrillers van arribar a la regió, però les tribus yafi no van oferir resistència.

## Sultans harahrís de Mahjabah
- Alí ibn Àhmad ibn Hàrhara vers 1725-1735
- Àhmad ibn Alí Al Hàrhara vers 1735-1750
- Sàlih ibn Àhmad Al Hàrhara vers 1750-1780
- Úmar ibn Sàlih Al Hàrhara vers 1780-1800
- Qahtan ibn Úmar ibn Sàlih Al Hàrhara vers 1800-1810
- Úmar ibn Qahtan ibn Úmar Al Hàrhara vers 1810-1815
- Qahtan ibn Úmar ibn Qahtan Al Hàrhara vers 1815-1840
- Abd-Al·lah ibn Nasir ibn Sàlih Al Hàrhara vers 1840-1866
- Hussayn ibn Abi-Bakr ibn Qahtan Al Hàrhara 1866-1875
- Muhàmmad ibn Alí ibn Sàlih ibn Àhmad Al Hàrhara 1875-1895
- Qahtan ibn Úmar ibn Hussayn Al Hàrhara 1895-1903
- Sàlih ibn Úmar ibn Hussayn Al Hàrhara 1903-1913
- Úmar ibn Qahtan ibn Úmar Al Hàrhara 1913-1919
- Sàlih ibn Úmar ibn Hussayn Al Hàrhara (segona vegada) 1919-1927
- Úmar ibn Sàlih ibn Úmar Al Hàrhara 1927-1948
- Muhàmmad ibn Sàlih ibn Úmar Al Hàrhara 1948-1967